# سیارک ۱۲۱۶۵
سیارک ۱۲۱۶۵ (به انگلیسی: 12165 Ringleb، نامگذاری:3289T-2) دوازده هزار و صد و شصت و پنجمین سیارک کشف شده‌است که در ۳۰ سپتامبر ۱۹۷۳ کشف شد.
قدر مطلق سیارک برابر ۳۳.۸ است.